# 天津大学南开大学附属中学
天津大学南开大学附属中学，简称天南大附中，建立于1960年5月，位于天津大学和南开大学校内毗邻的天津大学六村、南开大学西北村区域，建校初期是南开大学、天津大学和河北省委、省政府机关的职工子弟学校，天津市恢复为中央直辖市后，专肆天津大学和南开大学两校职工子弟教育。
1978年6月，天津大学南开大学附属中学与天津大学南开大学附属小学均正式停办，分设为天津大学附属中学（附设小学部）和南开大学附属中学（附设小学部）:645-647。

## 历史
1958年2月，天津市改为隶属于河北省的省辖市和省会。河北省省委、省政府等机关前往天津市办公，但随迁子女200余人的就学问题亟待解决。1958年起，河北省委、省政府机关子女被安排入读:645-647。
1960年5月，因部分学生在暑假后应升入中学，经河北省委文教书记张承先与天津大学、南开大学两校协商，决定由河北省与两所大学共建一所学校，具体安排在天津大学南开大学联合员工子弟小学的基础上增设中学部，组建一所“九年一贯制”的“天津大学南开大学附属中学”，由两所大学联合领导，办学经费由两大学的职工福利费中列支:645-647。河北省教育厅选派20余名教职员工补充学校师资。
1961年，因两所大学的职工福利费不足以支付开办中学费用，河北省教育厅、财政厅在同年9月将附中改为天津市教育局所属:403-404。1962年9月28日，河北省教育厅、天津市教育局、天津大学、南开大学联合下发《关于天津大学、南开大学附属中学移交天津市教育局的几点意见》，将天津大学南开大学附属中学正式划归天津市教育局管辖并列支教育经费:403-404。
1963年，学校增设高中教学班:645-647。1964年，在天津大学校内爱晚湖西岸建立了独立校舍，现在由天津大学建筑学院使用。
1972年，随着入学人数增加，天津大学南开大学附属中学小学部从中学独立，成立了天津大学南开大学附属小学。
1978年6月，经天津市教育局批准正式停办，同年9月分立为天津大学附属中学和南开大学附属中学，各中学下设小学部，分别归属于南开大学和天津大学，业务上仍接受天津市教育局的领导:645-647。

## 后续
1978年后，天津大学附属中学沿用了天津大学南开大学附属中学校址，直至与天津市第一〇九中学合并搬迁至南丰路校址，原天津大学南开大学附属中学校舍由天津大学建筑学院使用。
1984年8月，南开大学附属中学迁入南开大学校园内的新教学楼。